# Heinrich Falckenberg
Heinrich Friedrich Ludwig Falckenberg (* 1771 in Stendal, Altmark, damals zur Mark Brandenburg gehörend; † 25. September 1845 in Berlin) war ein Verwaltungsbeamter Berlins. Als Anerkennung seiner Leistungen wurde er zum Ehrenbürger Berlins ernannt.

## Leben
Falckenberg begann im Alter von 18 Jahren als Kopist bei der Altmärkisch-Prignitzschen Kammer in Stendal zu arbeiten, bevor er 1793 als Kassenschreiber und späterer Kassierer bei der Kriegs- und Domänenkammer in Posen anfing. Im Jahr 1809 wurde er von der Berliner Stadtschuldenkasse als Rechnungsführer angestellt. Er bekam im Jahr 1815 als Dank für seine außergewöhnlichen Leistungen das Ehrenbürgerrecht von Berlin verliehen. Im Jahr 1840 ging er in Pension und bekam deshalb den Titel des Stadtältesten verliehen.